# Томаш Козловський
Томаш Козловський (пол. Tomasz Kozłowski; народився 23 вересня 1986) — польський хокеїст, нападник. Виступає за «Краковію» (Краків) у Польській Екстралізі. 
Вихованець хокейної школи «Заглемб'є» (Сосновець). Виступав за СМС I (Сосновець), «Заглембє» (Сосновець).
У складі національної збірної Польщі провів 16 матчів (2 голи); учасник чемпіонату світу 2011 (дивізіон I).